# Мацухаси, Аки
Аки Мацухаси (яп.  松橋 亜希 Мацухаси Аки, род. 6 октября 1992 года, Кадзуно) — японская прыгунья с трамплина.

## Карьера
Дебютировала на этапах Кубка мира 2 февраля 2013 года в Саппоро. Показала 30-й результат, остающийся лучшим и поныне.
Серебряный призёр Универсиады 2015 года.
Студентка Токийского университета.